# Palais Šuazeliai
 (septembre 2024).
Le palais de Choiseul (de Reuss) (en lituanien : Šuazelių (de Reusų) rūmai ; en polonais : pałac de Choiseulów (de Reussów)) est un édifice néo-classique situé dans la vieille ville de Vilnius, en Lituanie.

## Histoire
Au XVIe siècle, le bâtiment appartenait au chambellan du Grand-duché de Lituanie, Michał Pac. En 1798, l'exilé français Choiseul-Gouffier, directeur de l'Académie impériale des arts, reconstruit le palais avec Marcin Knackfus comme architecte. Au XIXe siècle, le comte De Reuss (en français : Raes) acheta le palais, puis plus tard les Platers l'achetèrent.